# Alta via delle Alpi Biellesi
L'alta via delle Alpi Biellesi  è un itinerario di trekking che percorre il crinale divisorio tra la provincia di Biella e la Valle d'Aosta.
È stata tracciata nei primi anni 2000 dalle guide alpine locali con la collaborazione della Provincia di Biella.

## Caratteristiche
Nonostante la quota non particolarmente elevata la zona si presenta piuttosto impervia e selvaggia, con un ambiente ancora integro e poco disturbato da attività umane. Lungo quasi tutto l'itinerario, data la posizione avanzata delle Alpi Biellesi rispetto al resto della catena alpina, si gode di un ottimo panorama sia verso i quattromila delle Alpi (ed in particolare sul vicino gruppo del Rosa) che verso la pianura e l'Appennino settentrionale.
Il trekking presenta caratteristiche parzialmente alpinistiche svolgendosi in gran parte su terreno esposto e richiedendo la conoscenza almeno di base della tecnica di arrampicata su roccia. Alcuni tratti sono stati attrezzati e anche dove sono presenti dei sentieri questi sono in genere poco più che tracce. Con l'esclusione dell'accesso al rifugio Rivetti (prima tappa) la difficoltà complessiva delle tappe è costantemente stimata in  EEA (Escursionisti esperti attrezzati).
Chi intende percorrere l'Alta Via dovrà quindi essere dotato dell'equipaggiamento da via ferrata. L'itinerario può essere percorso tra luglio e settembre; per la facilità con cui durante l'estate nella seconda parte della giornata si sviluppano temporali è consigliabile consultare attentamente le previsioni meteorologiche e partire molto presto al mattino.
L'alta via ha caratteristiche in parte complementari rispetto alla Grande traversata del Biellese, un lungo anello escursionistico decisamente più facile che percorre il Biellese a quota medio-bassa.

## Segnavia

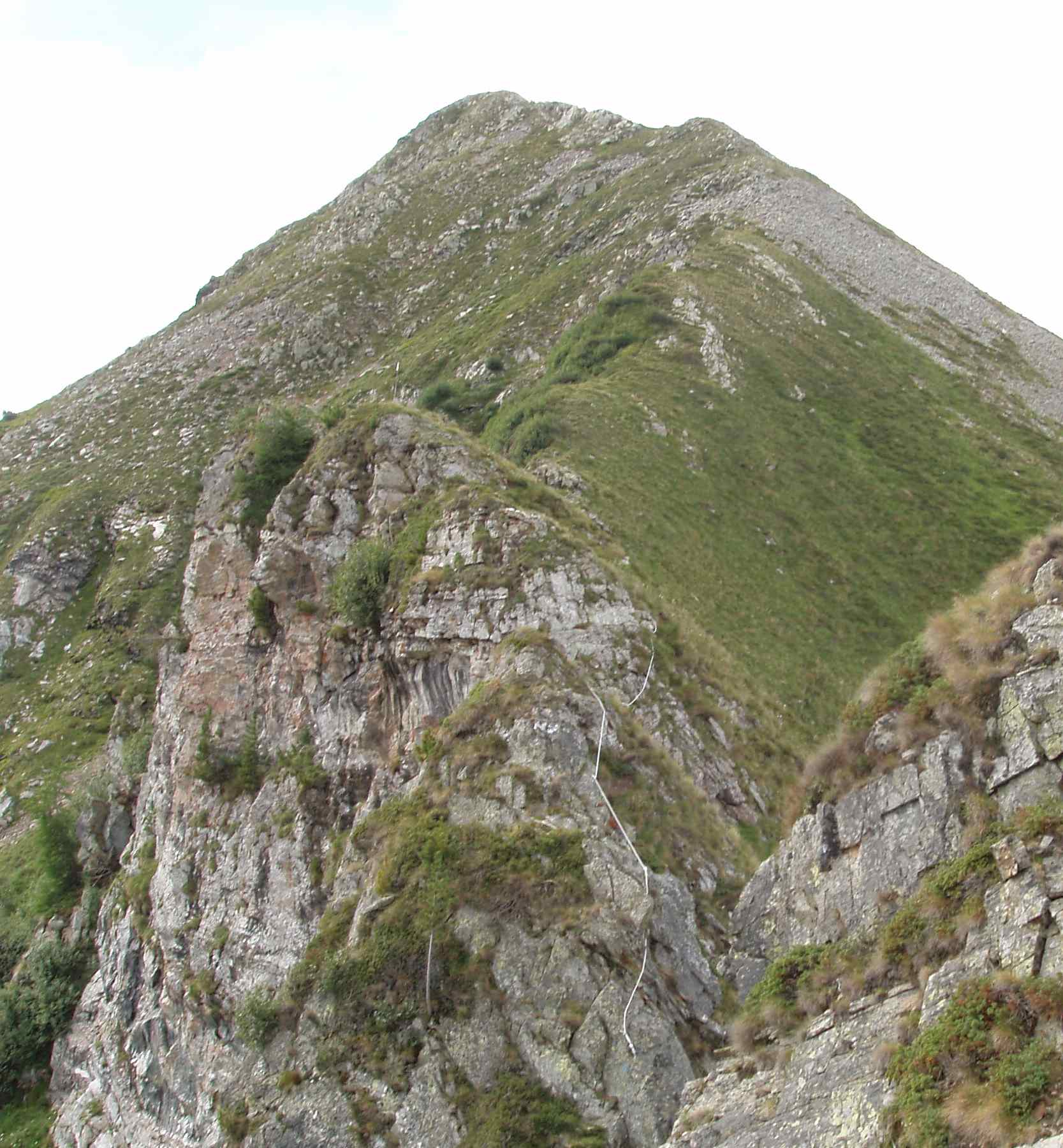
Un tratto attrezzato nei pressi del colle della Gragliasca

Il percorso dell'alta via è segnalato da bolli di vernice azzurra e da cartellini indicatori con il nome dell'itinerario fissati al suolo.

## Percorso
L'itinerario è diviso in 5 tappe e prevede il pernottamento nei rifugi alpini della zona. Il punto di partenza, Piedicavallo, è facilmente raggiungibile con i servizi pubblici.
- Da Piedicavallo al rifugio Rivetti;
- dal Rifugio Rivetti al rifugio della Vecchia;
- dal Rifugio della Vecchia alla Capanna Renata al monte Camino;
- dalla Capanna Renata al monte Camino al rifugio Coda;
- dal rifugio Coda al rifugio Mombarone e a Bagneri (Muzzano).